# Elisabeth van Rusland

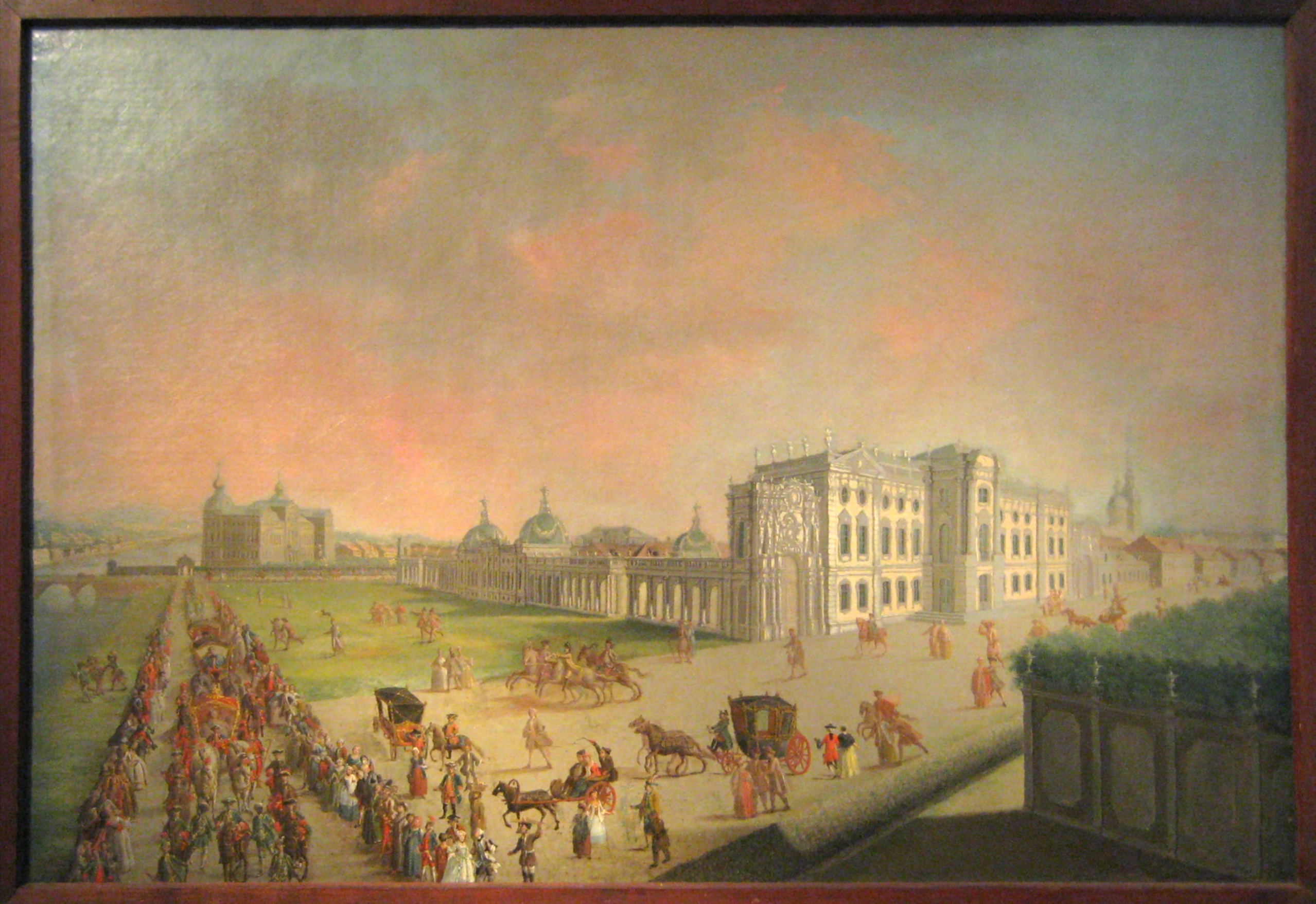
Het vertrek van Elisabeth door een onbekende schilder

Elisabeth Petrovna (Russisch: Елизаве́та (Елисаве́т) Петро́вна Jelizaveta (Jelizavet) Petrovna) (Moskou, 18 december 1709 – Sint-Petersburg, 25 december 1761) (juliaanse kalender) was van 1741 tot 1761 tsarina van Rusland. Elisabeth stond in Rusland bekend als de dochter van de kok, omdat haar ouders Peter de Grote en Catharina I officieel nog niet waren getrouwd, toen ze geboren werd.

## Leven
Peter de Grote probeerde Elisabeth uit te huwelijken, onder andere aan Lodewijk XV van Frankrijk, hetgeen mislukte vanwege haar onwettige status en haar geloof. Na de dood van haar moeder, een analfabete, die zij hielp bij het lezen van staatsstukken, was zij de gunsteling van Peter II. 
Na zijn dood in 1730 werd, tot haar ergernis, haar nicht Anna, de dochter van Ivan V, zijn opvolger. Zij regeerde tot haar dood op 28 oktober 1740. Zij werd opgevolgd door haar neef Ivan VI, die toen nog zuigeling was. Zijn moeder,  Anna Leopoldovna, trad uiteindelijk op als zijn regentes.
Omdat Elisabeth nog niet was gehuwd, en ettelijke kandidaten had afgewezen, dreigde men haar in een klooster op te sluiten. Dit schrikbeeld gaf haar de energie om een staatsgreep te organiseren die geruisloos verliep. Ze bezette met een garnizoen het Winterpaleis en zette de Ivan VI op 12 december 1741 af en kroonde zichzelf. De senaat werd met een oekaze in zijn rechten hersteld. 
Ivans moeder, Anna Leopoldovna, haar echtgenoot  Anton Ulrich van Brunswijk-Wolfenbüttel en de Duitse raadgever Ernst Johann Biron liet zij verbannen. Ivan werd opgesloten in een duiventil, nadien werd hij in 1756 opgesloten in Sjlisselburg, waar hij in 1764 werd vermoord.
Elisabeth bleef haar hele leven beducht voor een nieuwe putsch; zij was bang alleen te zijn en verhuisde voortdurend, met haar gehele hofhouding van het ene paleis naar het andere. 
Nadat zij hertog Lodewijk Ernst van Brunswijk-Lüneburg-Bevern had afgewezen, huwde zij in 1742 in het geheim de Kozak Aleksej Razoemovski, een aantrekkelijke zanger in het koor van de hofkapel in Sint-Petersburg.
Neefje Peter had zijn moeder Anna verloren toen hij amper drie maanden oud was en verloor zijn vader, Karel Frederik van Holstein-Gottorp, toen hij elf jaar was. Elisabeth nodigde haar neefje uit in Sint-Petersburg, waar hij werd ontvangen in de orthodoxe kerk en hij op 7 november 1742 officieel tot erfgenaam van haar werd benoemd. Op bevel van Elisabeth kreeg hij meteen Russische leraren. Elisabeth was gelukkig nu zij de dynastie had veilig gesteld. Vlak na de benoeming van Peter tot erfgenaam ging Elisabeth op zoek naar een geschikte vrouw voor hem. De tsarina zette haar zinnen op prinses Sophie Augusta van Anhalt-Zerbst. Op de dag van haar bekering tot de Russisch-Orthodoxe Kerk, nam Sophie de naam Catharina aan, als eerbetoon aan de moeder van tsarina Elisabeth. Het huwelijk werd gesloten op 21 augustus 1745. Vrij laat, op 1 oktober 1754, werd er een zoon geboren: Paul, de latere tsaar Paul I. Er zijn oprechte twijfels of Peter wel de vader was van Paul. Er werd (en wordt) gezegd dat hij een zoon was van de jonge officier Sergej Saltykov, waar zijn moeder een affaire mee had. Hoe dan ook, Peter was er heilig van overtuigd dat hij de vader van Paul was, maar nam geen enkele moeite om zich in te zetten voor Pauls opvoeding. Dit deed tsarina Elisabeth echter wel. Zij nam het kind bij Catharina weg, en voedde het op als een echte troonopvolger en als een achterkleinzoon van haar vader, tsaar Peter I.

## Buitenlandse politiek
Elisabeth voerde een anti-Zweedse en anti-Pruisische politiek. Na de Tweede Silezische Oorlog koos ze partij voor keizerin Maria Theresia van Oostenrijk. Zij had immers een bloedhekel aan Frederik II van Pruisen. In 1757 stapte ze in het Oostenrijks-Frans verbond (Renversement des alliances), waarbij ze de Oostenrijkse kant koos, in de Zevenjarige Oorlog.
Elisabeth voerde een verlichte politiek; de doodstraf werd - vooruitlopend op de rest van Europa - afgeschaft. Tijdens haar regering werd door de lijfeigene Michail Lomonosov de eerste Russische universiteit geopend. Zij haalde in 1757 Voltaire naar het hof om een boek te schrijven over haar vader. 

## Het hof van Elisabeth
Onder het bewind van Elisabeth was het Russische hof het mooiste in heel Europa. Buitenlanders waren verbaasd over de enorme luxe van de weelderige bals en feesten. De tsarina bewoog zich met de gratie van een danseres en droeg de prachtigste jurken. Ze kondigde decreten af betreffende de stijlen van jurken en decoraties die gedragen moesten worden door hovelingen. Niemand mocht hetzelfde kapsel hebben als de tsarina. Elisabeth had 15.000 baljurken en jassen, enkele duizenden paar schoenen en een onbeperkt aantal zijden kousen. Ondanks haar liefde voor het hof was Elisabeth diep religieus. Ze bezocht kloosters en kerken en bracht uren door in de kerk. Wanneer er aan haar gevraagd werd een verklaring te ondertekenen die te maken had met de Kerk zei ze: "Doe wat u wil na mijn dood, ik zal dit niet ondertekenen."

## Overlijden
In de laatste jaren voor 1760 begon de gezondheid van Elisabeth te verslechteren. Ze leed aan een reeks van duizelige momenten en weigerde de voorgeschreven medicijnen te accepteren. Zij verbood het woord "dood" in haar aanwezigheid. Wetend dat ze stervende was, gebruikte Elisabeth haar laatst overgebleven krachten om te biechten. Ze wilde sterven in het bijzijn van enkele personen, waaronder Peter en Catharina en de graven Aleksej en Cyril Razoemovski. Uiteindelijk stierf de tsarina op 25 december 1761. Ze werd bijgezet in de Sint Petrus en Pauluskathedraal in Sint-Petersburg op 3 februari 1762. Elisabeth was de laatste afstammeling uit het oorspronkelijke Huis Romanov, hoewel de latere tsarenfamilie die naam wel gebruikte.

## Opvolging
Als ongetrouwde en kinderloze keizerin was het absoluut noodzakelijk dat Elisabeth op zoek ging naar een rechtmatige erfgenaam, om te zorgen dat de Romanov-dynastie werd voortgezet. Ze koos uiteindelijk voor haar neefje, Peter van Holstein-Gottorp, de zoon van haar zus Anna Petrovna van Rusland. Elisabeth was zich er maar al te goed van bewust, dat de afgezette tsaar Ivan VI, die ze had opgesloten in de Sjlisselburg, een bedreiging was voor haar troon. Elisabeth vreesde voor een staatsgreep en besloot over te gaan tot de vernietiging van alle documenten, munten of iets anders dat in beelden of documenten bestond waarin werd gesproken over Ivan. Elisabeth gaf de opdracht hem te vermoorden indien hij trachtte te ontsnappen of er een poging zou worden gedaan hem te bevrijden. Onder tsarina Catharina II, die op 9 juli aan de macht kwam, is gepoogd hem te bevrijden. Een week later was hij dood; naar verluidt is hij in opdracht vermoord. Dat gebeurde op 16 juli 1764, hij was drieëntwintig jaar; hij werd in het geheim begraven in het kasteel.

### Voorvaderen
| Elisabeth van Rusland             | Elisabeth van Rusland                                                      | Elisabeth van Rusland                                                      | Elisabeth van Rusland                                                      | Elisabeth van Rusland                                                      | Elisabeth van Rusland                                                      | Elisabeth van Rusland                                                      | Elisabeth van Rusland                                                      | Elisabeth van Rusland                                                      |
| --------------------------------- | -------------------------------------------------------------------------- | -------------------------------------------------------------------------- | -------------------------------------------------------------------------- | -------------------------------------------------------------------------- | -------------------------------------------------------------------------- | -------------------------------------------------------------------------- | -------------------------------------------------------------------------- | -------------------------------------------------------------------------- |
| Overgrootouders                   | Michaël I van Rusland (1596–1645) ∞1626 Jevdoksia Stresjnjova (1608-1645)  | Michaël I van Rusland (1596–1645) ∞1626 Jevdoksia Stresjnjova (1608-1645)  | Kirill Narysjkin (–) ∞ Anna Leontjeva (–)                                  | Kirill Narysjkin (–) ∞ Anna Leontjeva (–)                                  | ? (–) ∞ ? (–)                                                              | ? (–) ∞ ? (–)                                                              | ? (–) ∞ ? (–)                                                              | ? (–) ∞ ? (–)                                                              |
| Grootouders                       | Alexis van Rusland (1629–1676) ∞1671 Natalja Narysjkina (1651-1694)        | Alexis van Rusland (1629–1676) ∞1671 Natalja Narysjkina (1651-1694)        | Alexis van Rusland (1629–1676) ∞1671 Natalja Narysjkina (1651-1694)        | Alexis van Rusland (1629–1676) ∞1671 Natalja Narysjkina (1651-1694)        | Samuil Skavronski (–) ∞ Elisabeth Moritz (-)                               | Samuil Skavronski (–) ∞ Elisabeth Moritz (-)                               | Samuil Skavronski (–) ∞ Elisabeth Moritz (-)                               | Samuil Skavronski (–) ∞ Elisabeth Moritz (-)                               |
| Ouders                            | Peter I van Rusland (1672–1725) ∞ 1712 Catharina I van Rusland (1684–1727) | Peter I van Rusland (1672–1725) ∞ 1712 Catharina I van Rusland (1684–1727) | Peter I van Rusland (1672–1725) ∞ 1712 Catharina I van Rusland (1684–1727) | Peter I van Rusland (1672–1725) ∞ 1712 Catharina I van Rusland (1684–1727) | Peter I van Rusland (1672–1725) ∞ 1712 Catharina I van Rusland (1684–1727) | Peter I van Rusland (1672–1725) ∞ 1712 Catharina I van Rusland (1684–1727) | Peter I van Rusland (1672–1725) ∞ 1712 Catharina I van Rusland (1684–1727) | Peter I van Rusland (1672–1725) ∞ 1712 Catharina I van Rusland (1684–1727) |
| Elisabeth van Rusland (1709–1761) |                                                                            |                                                                            |                                                                            |                                                                            |                                                                            |                                                                            |                                                                            |                                                                            |

Ivan IV de Verschrikkelijke · Fjodor I · Boris Godoenov · Fjodor II · Valse Dimitri I · Vasili IV · Wladislaus I · Michaël I · Alexis · Fjodor III · Ivan V · Peter I de Grote · Catharina I · Peter II · Anna I · Ivan VI · Elisabeth · Peter III · Catharina II de Grote · Paul I · Alexander I · Nicolaas I · Alexander II · Alexander III · Nicolaas II